# Pierre Encrenaz
Pierre J. Encrenaz  (* 14. September 1945 in Annecy) ist ein französischer Radioastronom.

## Leben
Encrenaz ging in Annecy und Lyon zur Schule und studierte ab 1965 an der École normale supérieure (Paris) (ENS). 1968 bis 1973 war er mehrfach an den Bell Laboratories bei Arno Penzias. Sein wie damals üblich zweiteiliges Doktorat erfolgte 1970 und 1972. Damals befasste er sich mit der Messung von Pulsar-Abständen über die Absorption der 21-cm-Linie. Er war 1979 bis 1991 am Pariser Observatorium sowie 1973 bis 1992 an der ENS und war Professor an der Universität Paris VI (Pierre et Marie Curie). 
Encrenaz befasst sich mit der Konstruktion von Empfängern für Radioteleskope am Boden und in Ballons und Satelliten, der Physik des interstellaren Mediums (Entdeckung von rund 30 Molekülen), Beobachtung von Erdatmosphäre und Atmosphäre von Planeten und von Kometen. Er war an der Cassini-Huygens-Mission (Radar) und an der Kometenmission Rosetta (Mikrowellenspektrometer MIRO) beteiligt.
1980 wurde er korrespondierendes und 2000 volles Mitglied der Académie des Sciences und er ist Mitglied der Academia Europaea. 2003 erhielt er den Prix des trois physiciens.